# Trois Jours de Flandre-Occidentale 2013
La 67e édition des Trois Jours de Flandre-Occidentale a eu lieu du 1er au 3 mars 2013. La course fait partie du calendrier UCI Europe Tour 2013 en catégorie 2.1. Il s'agit là de la 1re course par étapes de la saison en Belgique.
La course est remportée par le Belge Kristof Vandewalle (Omega Pharma-Quick Step), vainqueur du prologue, respectivement devant le Suédois Tobias Ludvigsson (Argos-Shimano) et son coéquipier chez Omega Pharma-Quick Step, le Néerlandais Niki Terpstra.
Le Français Adrien Petit (Cofidis) remporte le classement par points tandis que le Belge Jelle Wallays (Topsport Vlaanderen-Baloise) gagne celui des sprints. Ludvigsson, deuxième de l’épreuve, termine par la même occasion meilleur jeune alors que la formation belge Omega Pharma-Quick Step, du lauréat de ces Trois Jours Vandewalle, finit meilleure équipe.

## Présentation

### Équipes
Classés en catégorie 2.1 de l'UCI Europe Tour, les Trois Jours de Flandre-Occidentale sont par conséquent ouverts aux UCI ProTeams dans la limite de 50 % des équipes participantes, aux équipes continentales professionnelles, aux équipes continentales et, éventuellement, à des équipes nationales.
Vingt-cinq équipes participent à ces Trois Jours de Flandre-Occidentale - 9 ProTeams, 12 équipes continentales professionnelles et 4 équipes continentales :
| Nom de l'équipe         | Pays       | Code |
| ----------------------- | ---------- | ---- |
| AG2R La Mondiale        | France     | ALM  |
| Argos-Shimano           | Pays-Bas   | ARG  |
| FDJ                     | France     | FDJ  |
| Katusha                 | Russie     | KAT  |
| Lotto-Belisol           | Belgique   | LTB  |
| Omega Pharma-Quick Step | Belgique   | OPQ  |
| RadioShack-Leopard      | Luxembourg | RLT  |
| Saxo-Tinkoff            | Danemark   | TST  |
| Vacansoleil-DCM         | Pays-Bas   | VCD  |

| Nom de l'équipe       | Pays     | Code |
| --------------------- | -------- | ---- |
| 3M                    | Belgique | MMM  |
| An Post-ChainReaction | Belgique | SKT  |
| De Rijke-Shanks       | Pays-Bas | RIJ  |
| People4you-Unaas      | Suède    | PPY  |

| Nom de l'équipe              | Pays           | Code |
| ---------------------------- | -------------- | ---- |
| Accent Jobs-Wanty            | Belgique       | AJW  |
| Bretagne-Séché Environnement | France         | BSE  |
| Champion System              | Chine          | CSS  |
| Cofidis                      | France         | COF  |
| Crelan-Euphony               | Belgique       | CRE  |
| Europcar                     | France         | EUC  |
| MTN-Qhubeka                  | Afrique du Sud | MTN  |
| NetApp-Endura                | Allemagne      | TNE  |
| RusVelo                      | Russie         | RVL  |
| Topsport Vlaanderen-Baloise  | Belgique       | TSV  |
| UnitedHealthcare             | États-Unis     | UHC  |
| Vini Fantini-Selle Italia    | Italie         | VIN  |

## Étapes
| Étape     | Date     | Villes étapes             |  | Distance (km) | Vainqueur d’étape  | Leader du classement général |
| --------- | -------- | ------------------------- |  | ------------- | ------------------ | ---------------------------- |
| Prologue  | 1er mars | Middelkerke - Middelkerke |  | 7 (clm)       | Kristof Vandewalle | Kristof Vandewalle           |
| 1re étape | 2 mars   | Bruges - Harelbeke        |  | 175.4         | Danilo Napolitano  | Kristof Vandewalle           |
| 2e étape  | 3 mars   | Nieuwpoort - Ichtegem     |  | 181,8         | Gerald Ciolek      | Kristof Vandewalle           |

## Déroulement de la course

### Prologue
|    | Coureur            | Équipe                  |    | Temps      |
| -- | ------------------ | ----------------------- | -- | ---------- |
| 1  | Kristof Vandewalle | Omega Pharma-Quick Step | en | 8 min 09 s |
| 2  | Tiago Machado      | RadioShack-Leopard      | +  | 8 s        |
| 3  | Gert Steegmans     | Omega Pharma-Quick Step |    | 9 s        |
| 4  | Tobias Ludvigsson  | Argos-Shimano           |    | 9 s        |
| 5  | Niki Terpstra      | Omega Pharma-Quick Step |    | 9 s        |
| 6  | Stijn Devolder     | RadioShack-Leopard      |    | 10 s       |
| 7  | Johan Le Bon       | FDJ                     |    | 11 s       |
| 8  | Mark Cavendish     | Omega Pharma-Quick Step |    | 12 s       |
| 9  | Matthieu Ladagnous | FDJ                     |    | 14 s       |
| 10 | Patrick Gretsch    | Argos-Shimano           |    | 15 s       |

|    | Coureur            | Équipe                  |    | Temps      |
| -- | ------------------ | ----------------------- | -- | ---------- |
| 1  | Kristof Vandewalle | Omega Pharma-Quick Step | en | 8 min 09 s |
| 2  | Tiago Machado      | RadioShack-Leopard      | +  | 8 s        |
| 3  | Gert Steegmans     | Omega Pharma-Quick Step |    | 9 s        |
| 4  | Tobias Ludvigsson  | Argos-Shimano           |    | 9 s        |
| 5  | Niki Terpstra      | Omega Pharma-Quick Step |    | 9 s        |
| 6  | Stijn Devolder     | RadioShack-Leopard      |    | 10 s       |
| 7  | Johan Le Bon       | FDJ                     |    | 11 s       |
| 8  | Mark Cavendish     | Omega Pharma-Quick Step |    | 12 s       |
| 9  | Matthieu Ladagnous | FDJ                     |    | 14 s       |
| 10 | Patrick Gretsch    | Argos-Shimano           |    | 15 s       |

### 1reétape
|    | Coureur            | Équipe                       |    | Temps           |
| -- | ------------------ | ---------------------------- | -- | --------------- |
| 1  | Danilo Napolitano  | Accent Jobs-Wanty            | en | 4 h 06 min 12 s |
| 2  | Tom Van Asbroeck   | Topsport Vlaanderen-Baloise  | +  | m.t             |
| 3  | Barry Markus       | Vacansoleil-DCM              |    | m.t             |
| 4  | Kenny van Hummel   | Vacansoleil-DCM              |    | m.t             |
| 5  | Jarl Salomein      | Topsport Vlaanderen-Baloise  |    | m.t             |
| 6  | Gediminas Bagdonas | AG2R La Mondiale             |    | m.t             |
| 7  | Adrien Petit       | Cofidis                      |    | m.t             |
| 8  | Kenny Dehaes       | Lotto-Belisol                |    | m.t             |
| 9  | Dylan Groenewegen  | De Rijke-Shanks              |    | m.t             |
| 10 | Yves Lampaert      | Tospsport Vlaanderen-Baloise |    | m.t             |

|    | Coureur            | Équipe                  |    | Temps           |
| -- | ------------------ | ----------------------- | -- | --------------- |
| 1  | Kristof Vandewalle | Omega Pharma-Quick Step | en | 4 h 14 min 21 s |
| 2  | Tiago Machado      | RadioShack-Leopard      | +  | 8 s             |
| 3  | Niki Terpstra      | Omega Pharma-Quick Step |    | 9 s             |
| 4  | Tobias Ludvigsson  | Argos-Shimano           |    | 9 s             |
| 5  | Stijn Devolder     | RadioShack-Leopard      |    | 10 s            |
| 6  | Johan Le Bon       | FDJ                     |    | 11 s            |
| 7  | Mark Cavendish     | Omega Pharma-Quick Step |    | 12 s            |
| 8  | Matthieu Ladagnous | FDJ                     |    | 14 s            |
| 9  | Patrick Gretsch    | Argos-Shimano           |    | 15 s            |
| 10 | František Raboň    | Omega Pharma-Quick Step |    | 15 s            |

### 2eétape
|    | Coureur             | Équipe            |    | Temps           |
| -- | ------------------- | ----------------- | -- | --------------- |
| 1  | Gerald Ciolek       | MTN-Qhubeka       | en | 4 h 19 min 01 s |
| 2  | Adrien Petit        | Cofidis           | +  | m.t             |
| 3  | Bobbie Traksel      | Champion System   |    | m.t             |
| 4  | Stefan van Dijk     | Accent Jobs-Wanty |    | m.t             |
| 5  | Roy Jans            | Accent Jobs-Wanty |    | m.t             |
| 6  | Kurt Hovelijnck     | Crelan-Euphony    |    | m.t             |
| 7  | Jonathan Cantwell   | Saxo-Tinkoff      |    | m.t             |
| 8  | Alessandro Bazzana  | UnitedHealthcare  |    | m.t             |
| 9  | Jonas Van Genechten | Lotto-Belisol     |    | m.t             |
| 10 | Alexander Porsev    | Katusha           |    | m.t             |

|    | Coureur            | Équipe                      |    | Temps           |
| -- | ------------------ | --------------------------- | -- | --------------- |
| 1  | Kristof Vandewalle | Omega Pharma-Quick Step     | en | 8 h 33 min 22 s |
| 2  | Tobias Ludvigsson  | Argos-Shimano               | +  | 6 s             |
| 3  | Niki Terpstra      | Omega Pharma-Quick Step     |    | 7 s             |
| 4  | Tiago Machado      | RadioShack-Leopard          |    | 8 s             |
| 5  | Johan Le Bon       | FDJ                         |    | 11 s            |
| 6  | Mark Cavendish     | Omega Pharma-Quick Step     |    | 12 s            |
| 7  | Jelle Wallays      | Topsport Vlaanderen-Baloise |    | 12 s            |
| 8  | Matthieu Ladagnous | FDJ                         |    | 14 s            |
| 9  | František Raboň    | Omega Pharma-Quick Step     |    | 15 s            |
| 10 | Roger Kluge        | NetApp-Endura               |    | 18 s            |

## Classements finals

### Classement général
|    | Cycliste           | Pays        | Équipe                      |    | Temps           |
| -- | ------------------ | ----------- | --------------------------- | -- | --------------- |
| 1  | Kristof Vandewalle | Belgique    | Omega Pharma-Quick Step     | en | 8 h 33 min 22 s |
| 2  | Tobias Ludvigsson  | Suède       | Argos-Shimano               | +  | 6 s             |
| 3  | Niki Terpstra      | Pays-Bas    | Omega Pharma-Quick Step     |    | 7 s             |
| 4  | Tiago Machado      | Portugal    | RadioShack-Leopard          |    | 8 s             |
| 5  | Johan Le Bon       | France      | FDJ                         |    | 11 s            |
| 6  | Mark Cavendish     | Royaume-Uni | Omega Pharma-Quick Step     |    | 12 s            |
| 7  | Jelle Wallays      | Belgique    | Topsport Vlaanderen-Baloise |    | 12 s            |
| 8  | Matthieu Ladagnous | France      | FDJ                         |    | 14 s            |
| 9  | František Raboň    | Tchéquie    | Omega Pharma-Quick Step     |    | 15 s            |
| 10 | Roger Kluge        | Allemagne   | NetApp-Endura               |    | 18 s            |

### Classements annexes
|   | Cycliste           | Équipe                  | Points |
| - | ------------------ | ----------------------- | ------ |
| 1 | Adrien Petit       | Cofidis                 | 16     |
| 2 | Gerald Ciolek      | MTN-Qhubeka             | 15     |
| 3 | Kristof Vandewalle | Omega Pharma-Quick Step | 15     |

|   | Cycliste            | Équipe                      | Points |
| - | ------------------- | --------------------------- | ------ |
| 1 | Jelle Wallays       | Topsport Vlaanderen-Baloise | 12     |
| 2 | James Vanlandschoot | Accent Jobs-Wanty           | 7      |
| 3 | Christoph Pfingsten | De Rijke-Shanks             | 6      |

|   | Cycliste          | Équipe                      |    | Temps           |
| - | ----------------- | --------------------------- | -- | --------------- |
| 1 | Tobias Ludvigsson | Argos-Shimano               | en | 8 h 33 min 28 s |
| 2 | Johan Le Bon      | FDJ                         | +  | 5 s             |
| 3 | Jelle Wallays     | Topsport Vlaanderen-Baloise |    | 6 s             |

|   | Équipe                  | Pays       |    | Temps            |
| - | ----------------------- | ---------- | -- | ---------------- |
| 1 | Omega Pharma-Quick Step | Belgique   | en | 25 h 40 min 24 s |
| 2 | RadioShack-Leopard      | Luxembourg | +  | 18 s             |
| 3 | FDJ                     | France     |    | 29 s             |

## Évolution des classements
| Étape              | Vainqueur          | Classement général | Classement par points | Classement des sprints | Classement du meilleur jeune | Classement par équipes  |
| ------------------ | ------------------ | ------------------ | --------------------- | ---------------------- | ---------------------------- | ----------------------- |
| Prol.              | Kristof Vandewalle | Kristof Vandewalle | Kristof Vandewalle    | Non décerné            | Tobias Ludvigsson            | Omega Pharma-Quick Step |
| 1                  | Danilo Napolitano  | Kristof Vandewalle | Kristof Vandewalle    | Jelle Wallays          | Tobias Ludvigsson            | Omega Pharma-Quick Step |
| 2                  | Gerald Ciolek      | Kristof Vandewalle | Adrien Petit          | Jelle Wallays          | Tobias Ludvigsson            | Omega Pharma-Quick Step |
| Classements finals | Classements finals | Kristof Vandewalle | Adrien Petit          | Jelle Wallays          | Tobias Ludvigsson            | Omega Pharma-Quick Step |

## Liste des participants
- Liste de départ complète

| Légende | Légende                                                                                                  | Légende | Légende                                                                                         |
| ------- | --- | ------- | ----------------------------------------------------------------------------------------------- |
| Num     | Dossard de départ porté par le coureur sur ces Trois Jours de Flandre-Occidentale                        | Pos     | Position finale au classement général                                                           |
|         | Indique le vainqueur du classement général                                                               |         | Indique le vainqueur du classement des sprints                                                  |
|         | Indique le vainqueur du classement par points                                                            |         | Indique le vainqueur du classement du meilleur jeune                                            |
| #       | Indique la meilleure équipe                                                                              |         |                                                                                                 |
| NP      | Indique un coureur qui n'a pas pris le départ d'une étape, suivi du numéro de l'étape où il s'est retiré | AB      | Indique un coureur qui n'a pas terminé une étape, suivi du numéro de l'étape où il s'est retiré |
| HD      | Indique un coureur qui a terminé une étape hors des délais, suivi du numéro de l'étape                   | *       | Indique un coureur en lice pour le maillot blanc (coureurs nés après le 1er janvier 1988)       |

| Omega Pharma-Quick Step # OPQ | Omega Pharma-Quick Step # OPQ                                       | Omega Pharma-Quick Step # OPQ |
| ----------------------------- | ------------------------------------------------------------------- | ----------------------------- |
| Num                           | Coureur                                                             | Pos                           |
| 1                             | Julien Vermote (BEL)*                                               | 13e                           |
| 2                             | Mark Cavendish (GBR)                                                | 6e                            |
| 3                             | Kristof Vandewalle (BEL) → Champion de Belgique du contre-la-montre | 1er                           |
| 4                             | Gert Steegmans (BEL)                                                | AB-2                          |
| 5                             | Dries Devenyns (BEL)                                                | 12e                           |
| 6                             | Iljo Keisse (BEL)                                                   | 92e                           |
| 7                             | František Raboň (CZE)                                               | 9e                            |
| 8                             | Niki Terpstra (NED) → Champion des Pays-Bas                         | 3e                            |

| RadioShack-Leopard RLT | RadioShack-Leopard RLT                                          | RadioShack-Leopard RLT |
| ---------------------- | --------------------------------------------------------------- | ---------------------- |
| Num                    | Coureur                                                         | Pos                    |
| 11                     | Stijn Devolder (BEL)                                            | 110e                   |
| 12                     | Ben Hermans (BEL)                                               | 22e                    |
| 13                     | Jesse Sergent (NZL)*                                            | 113e                   |
| 14                     | Bob Jungels (LUX)* → Champion du Luxembourg du contre-la-montre | 11e                    |
| 15                     | Benjamin King (USA)*                                            | 114e                   |
| 16                     | Tiago Machado (POR)                                             | 4e                     |
| 17                     | Nélson Oliveira (POR)*                                          | 21e                    |

| FDJ | FDJ                      | FDJ |
| --- | ------------------------ | --- |
| Num | Coureur                  | Pos |
| 21  | Anthony Geslin (FRA)     | 49e |
| 22  | Matthieu Ladagnous (FRA) | 8e  |
| 23  | David Boucher (FRA)      | 15e |
| 24  | Dominique Rollin (CAN)   | 78e |
| 25  | Laurent Pichon (FRA)     | 24e |
| 26  | Johan Le Bon (FRA)*      | 5e  |
| 28  | Benoît Vaugrenard (FRA)  | 18e |

| Saxo-Tinkoff TST | Saxo-Tinkoff TST               | Saxo-Tinkoff TST |
| ---------------- | ------------------------------ | ---------------- |
| Num              | Coureur                        | Pos              |
| 31               | Jonathan Cantwell (AUS)        | 39e              |
| 33               | Christopher Juul Jensen (DEN)* | 103e             |
| 34               | Jonas Aaen Jørgensen (DEN)     | 48e              |
| 35               | Marko Kump (SLO)               | NP-1             |
| 36               | Jay McCarthy (AUS)*            | 115e             |
| 37               | Takashi Miyazawa (JPN)         | 108e             |
| 38               | Benjamín Noval (ESP)           | AB-2             |

| Lotto-Belisol LTB | Lotto-Belisol LTB         | Lotto-Belisol LTB |
| ----------------- | ------------------------- | ----------------- |
| Num               | Coureur                   | Pos               |
| 41                | Fréderique Robert (BEL)*  | 160e              |
| 42                | Kenny Dehaes (BEL)        | 45e               |
| 43                | Jurgen Van de Walle (BEL) | AB-2              |
| 44                | Brian Bulgaç (NED)*       | 121e              |
| 45                | Sander Cordeel (BEL)      | 25e               |
| 46                | Maarten Neyens (BEL)      | 125e              |
| 47                | Tosh Van der Sande (BEL)* | 67e               |
| 48                | Jonas Van Genechten (BEL) | 57e               |

| Argos-Shimano ARG | Argos-Shimano ARG                  | Argos-Shimano ARG |
| ----------------- | ---------------------------------- | ----------------- |
| Num               | Coureur                            | Pos               |
| 51                | Patrick Gretsch (GER)              | 111e              |
| 52                | Reinardt Janse van Rensburg (RSA)* | 153e              |
| 53                | Ji Cheng (CHN)                     | AB-2              |
| 54                | Jonas Ahlstrand (SWE)*             | 158e              |
| 55                | Nikias Arndt (GER)*                | 116e              |
| 56                | William Clarke (AUS)               | 142e              |
| 57                | Tobias Ludvigsson (SWE)*           | 2e                |
| 58                | Georg Preidler (AUT)*              | 42e               |

| AG2R La Mondiale ALM | AG2R La Mondiale ALM                            | AG2R La Mondiale ALM |
| -------------------- | ----------------------------------------------- | -------------------- |
| Num                  | Coureur                                         | Pos                  |
| 62                   | Gediminas Bagdonas (LTU) → Champion de Lituanie | 23e                  |
| 63                   | Axel Domont (FRA)*                              | AB-2                 |
| 65                   | Julien Bérard (FRA)                             | 141e                 |
| 66                   | Hugo Houle (CAN)*                               | 29e                  |
| 67                   | Julian Kern (GER)*                              | 77e                  |
| 68                   | Anthony Ravard (FRA)                            | AB-1                 |

| Vacansoleil-DCM VCD | Vacansoleil-DCM VCD       | Vacansoleil-DCM VCD |
| ------------------- | ------------------------- | ------------------- |
| Num                 | Coureur                   | Pos                 |
| 71                  | Kenny van Hummel (NED)    | 70e                 |
| 73                  | Maurits Lammertink (NED)* | 119e                |
| 74                  | Barry Markus (NED)*       | 61e                 |
| 75                  | Wouter Mol (NED)          | 34e                 |
| 76                  | Nikita Novikov (RUS)*     | 156e                |
| 77                  | Danny van Poppel (NED)*   | 27e                 |
| 78                  | Willem Wauters (NED)*     | 91e                 |

| Katusha KAT | Katusha KAT                   | Katusha KAT |
| ----------- | ----------------------------- | ----------- |
| Num         | Coureur                       | Pos         |
| 81          | Mikhail Ignatiev (RUS)        | 149e        |
| 82          | Alexander Porsev (RUS)        | 14e         |
| 83          | Marco Haller (AUT)*           | AB-2        |
| 84          | Timofey Kritskiy (RUS)        | 26e         |
| 85          | Viatcheslav Kouznetsov (RUS)* | 30e         |
| 87          | Alexey Tsatevitch (RUS)*      | 41e         |
| 88          | Anton Vorobyev (RUS)*         | 112e        |

| Vini Fantini-Selle Italia VIN | Vini Fantini-Selle Italia VIN                                   | Vini Fantini-Selle Italia VIN |
| ----------------------------- | --------------------------------------------------------------- | ----------------------------- |
| Num                           | Coureur                                                         | Pos                           |
| 91                            | Kevin Hulsmans (BEL)                                            | 86e                           |
| 92                            | Rafael Andriato (BRE)                                           | AB-2                          |
| 94                            | Ramón Carretero (PAN)* → Champion du Panama du contre-la-montre | AB-2                          |
| 95                            | Roberto De Patre (ITA)*                                         | 96e                           |
| 96                            | Cristiano Monguzzi (ITA)                                        | AB-2                          |
| 97                            | Luigi Miletta (ITA)*                                            | 146e                          |
| 98                            | Mattia Pozzo (ITA)*                                             | 163e                          |

| Cofidis COF | Cofidis COF             | Cofidis COF |
| ----------- | ----------------------- | ----------- |
| Num         | Coureur                 | Pos         |
| 101         | Jan Ghyselinck (BEL)*   | 118e        |
| 102         | Florent Barle (FRA)     | 60e         |
| 103         | Edwig Cammaerts (BEL)   | 107e        |
| 104         | Julien Fouchard (FRA)   | 50e         |
| 105         | Arnaud Labbe (FRA)      | 143e        |
| 106         | Adrien Petit (FRA)*     | 17e         |
| 107         | Stéphane Poulhiès (FRA) | 76e         |
| 108         | Nico Sijmens (BEL)      | 132e        |

| Europcar EUC | Europcar EUC              | Europcar EUC |
| ------------ | ------------------------- | ------------ |
| Num          | Coureur                   | Pos          |
| 111          | Yohann Gène (FRA)         | AB-2         |
| 112          | Sébastien Chavanel (FRA)  | NP-2         |
| 113          | Giovanni Bernaudeau (FRA) | AB-2         |
| 114          | Franck Bouyer (FRA)       | AB-2         |
| 115          | Tony Hurel (FRA)          | 75e          |
| 116          | David Veilleux (CAN)      | 46e          |
| 117          | Björn Thurau (GER)*       | 98e          |
| 118          | Morgan Lamoisson (FRA)*   | AB-2         |

| Topsport Vlaanderen-Baloise TSV | Topsport Vlaanderen-Baloise TSV | Topsport Vlaanderen-Baloise TSV |
| ------------------------------- | ------------------------------- | ------------------------------- |
| Num                             | Coureur                         | Pos                             |
| 121                             | Sven Vandousselaere (BEL)*      | 73e                             |
| 122                             | Jelle Wallays (BEL)*            | 7e                              |
| 123                             | Pieter Jacobs (BEL)             | 31e                             |
| 124                             | Yves Lampaert (BEL)*            | AB-2                            |
| 125                             | Stijn Neirynck (BEL)            | 56e                             |
| 126                             | Jarl Salomein (BEL)*            | 40e                             |
| 127                             | Tom Van Asbroeck (BEL)*         | 37e                             |
| 128                             | Gijs Van Hoecke (BEL)*          | 32e                             |

| Crelan-Euphony CRE | Crelan-Euphony CRE         | Crelan-Euphony CRE |
| ------------------ | -------------------------- | ------------------ |
| Num                | Coureur                    | Pos                |
| 131                | Maxime Vantomme (BEL)      | AB-2               |
| 132                | Kevin Peeters (BEL)        | 84e                |
| 133                | Koen Barbé (BEL)           | 95e                |
| 134                | Jonathan Breyne (BEL)*     | 20e                |
| 135                | Kevin Claeys (BEL)*        | 126e               |
| 136                | Kurt Hovelijnck (BEL)      | 53e                |
| 137                | Egidijus Juodvalkis (LTU)* | 68e                |
| 138                | Pieter Van Herck (BEL)*    | 164e               |

| Accent Jobs-Wanty AJW | Accent Jobs-Wanty AJW     | Accent Jobs-Wanty AJW |
| --------------------- | ------------------------- | --------------------- |
| Num                   | Coureur                   | Pos                   |
| 141                   | Danilo Napolitano (ITA)   | 89e                   |
| 142                   | Andy Cappelle (BEL)       | 166e                  |
| 143                   | Jempy Drucker (LUX)       | 128e                  |
| 144                   | Nicolas Vogondy (FRA)     | 148e                  |
| 145                   | Roy Jans (BEL)*           | 81e                   |
| 146                   | Stefan van Dijk (NED)     | 66e                   |
| 147                   | James Vanlandschoot (BEL) | 104e                  |
| 148                   | Benjamin Verraes (BEL)    | 54e                   |

| MTN-Qhubeka MTN | MTN-Qhubeka MTN           | MTN-Qhubeka MTN |
| --------------- | ------------------------- | --------------- |
| Num             | Coureur                   | Pos             |
| 151             | Gerald Ciolek (GER)       | 102e            |
| 152             | Fregalsi Debesay (ERI)    | 165e            |
| 153             | Ignatas Konovalovas (LTU) | 90e             |
| 154             | Youcef Reguigui (ALG)*    | 139e            |
| 155             | Martin Reimer (GER)       | 138e            |
| 156             | Kristian Sbaragli (ITA)*  | 106e            |
| 157             | Andreas Stauff (GER)      | 88e             |
| 158             | Johann van Zyl (RSA)*     | 161e            |

| NetApp-Endura TNE | NetApp-Endura TNE          | NetApp-Endura TNE |
| ----------------- | -------------------------- | ----------------- |
| Num               | Coureur                    | Pos               |
| 161               | Roger Kluge (GER)          | 10e               |
| 162               | Ralf Matzka (GER)*         | 147e              |
| 163               | Jonathan McEvoy (GBR)*     | 137e              |
| 164               | Erick Rowsell (GBR)*       | 122e              |
| 165               | Michael Schwarzmann (GER)* | 131e              |
| 166               | Markus Eichler (GER)       | 47e               |
| 167               | Scott Thwaites (GBR)*      | 135e              |
| 168               | Alexander Wetterhall (SWE) | 52e               |

| Champion System CSS | Champion System CSS                          | Champion System CSS |
| ------------------- | -------------------------------------------- | ------------------- |
| Num                 | Coureur                                      | Pos                 |
| 171                 | Bobbie Traksel (NED)                         | 65e                 |
| 172                 | Clinton Avery (NZL)                          | 99e                 |
| 173                 | Matthew Brammeier (IRL) → Champion d'Irlande | 51e                 |
| 174                 | Matthias Friedemann (GER)                    | 127e                |
| 175                 | Jiao Pengda (CHN)                            | 155e                |
| 176                 | Mart Ojavee (EST)                            | 120e                |
| 177                 | Ryan Roth (CAN) → Champion du Canada         | 93e                 |
| 178                 | Wu Kin San (HKG)                             | 162e                |

| RusVelo RVL | RusVelo RVL               | RusVelo RVL |
| ----------- | ------------------------- | ----------- |
| Num         | Coureur                   | Pos         |
| 181         | Sergueï Klimov (RUS)      | 124e        |
| 182         | Pavel Kochetkov (RUS)     | 97e         |
| 183         | Artem Ovechkin (RUS)      | 16e         |
| 184         | Roman Maikin (RUS)*       | 59e         |
| 185         | Viktor Manakov (RUS)*     | 38e         |
| 186         | Alexander Mironov (RUS)   | 133e        |
| 187         | Alexander Rybakov (RUS)*  | 157e        |
| 188         | Andrey Solomennikov (RUS) | 64e         |

| Bretagne-Séché Environnement BSE | Bretagne-Séché Environnement BSE | Bretagne-Séché Environnement BSE |
| -------------------------------- | -------------------------------- | -------------------------------- |
| Num                              | Coureur                          | Pos                              |
| 191                              | Geoffroy Lequatre (FRA)          | 80e                              |
| 192                              | Jean-Luc Delpech (FRA)           | 144e                             |
| 193                              | Renaud Dion (FRA)                | 83e                              |
| 194                              | Benoît Jarrier (FRA)*            | 159e                             |
| 195                              | Vegard Stake Laengen (NOR)*      | 123e                             |
| 196                              | Arnaud Gérard (FRA)              | 33e                              |
| 197                              | Pierre-Luc Périchon (FRA)        | 35e                              |
| 198                              | Florian Vachon (FRA)             | 63e                              |

| UnitedHealthcare UHC | UnitedHealthcare UHC                                                               | UnitedHealthcare UHC |
| -------------------- | ---------------------------------------------------------------------------------- | -------------------- |
| Num                  | Coureur                                                                            | Pos                  |
| 201                  | Marc de Maar (AHO) → Champion de Curaçao du contre-la-montre → Champion de Curaçao | AB-1                 |
| 202                  | Alessandro Bazzana (ITA)                                                           | 69e                  |
| 203                  | Benjamin Day (AUS)                                                                 | 151e                 |
| 204                  | Davide Frattini (ITA)                                                              | 87e                  |
| 205                  | Adrian Hegyvary (USA)                                                              | 154e                 |
| 206                  | Christopher Jones (USA)                                                            | 55e                  |
| 207                  | Kiel Reijnen (USA)                                                                 | 44e                  |

| An Post-ChainReaction SKT | An Post-ChainReaction SKT | An Post-ChainReaction SKT |
| ------------------------- | ------------------------- | ------------------------- |
| Num                       | Coureur                   | Pos                       |
| 211                       | Niko Eeckhout (BEL)       | 94e                       |
| 212                       | Alphonse Vermote (BEL)*   | 43e                       |
| 213                       | Ronan McLaughlin (IRL)    | 136e                      |
| 214                       | Mark McNally (GBR)*       | 58e                       |
| 215                       | Glenn O'Shea (AUS)*       | 117e                      |
| 216                       | Steven Van Vooren (BEL)   | 140e                      |
| 217                       | Nicolas Vereecken (BEL)*  | 72e                       |
| 218                       | Niels Wytinck (BEL)*      | 74e                       |

| People4you-Unaas PPY | People4you-Unaas PPY       | People4you-Unaas PPY |
| -------------------- | -------------------------- | -------------------- |
| Num                  | Coureur                    | Pos                  |
| 221                  | Sebastian Johanssen (SWE)* | AB-1                 |
| 222                  | Johan Broberg (SWE)*       | AB-2                 |
| 223                  | Alexander Gingsjö (SWE)    | 152e                 |
| 224                  | Jo Kogstad Ringheim (SWE)* | 109e                 |
| 225                  | Philip Lindau (SWE)*       | 167e                 |
| 226                  | Fredrik Ludvigsson (SWE)*  | 130e                 |
| 227                  | Michael Olsson (SWE)       | 19e                  |
| 228                  | Robert Pölder (SWE)*       | 100e                 |

| De Rijke-Shanks RIJ | De Rijke-Shanks RIJ       | De Rijke-Shanks RIJ |
| ------------------- | ------------------------- | ------------------- |
| Num                 | Coureur                   | Pos                 |
| 231                 | Roy Sentjens (BEL)        | 71e                 |
| 232                 | Ronan van Zandbeek (NED)* | AB-2                |
| 233                 | Dylan Groenewegen (NED)*  | 79e                 |
| 234                 | Sjoerd Kouwenhoven (NED)* | 145e                |
| 235                 | Christoph Pfingsten (GER) | 28e                 |
| 236                 | Bas Stamsnijder (NED)*    | AB-2                |
| 237                 | Nikolay Trusov (RUS)      | 36e                 |
| 238                 | Coen Vermeltfoort (NED)*  | 82e                 |

| 3M MMM | 3M MMM                    | 3M MMM |
| ------ | ------------------------- | ------ |
| Num    | Coureur                   | Pos    |
| 241    | Kess Heytens (BEL)        | 62e    |
| 242    | Thomas Vanhaecke (BEL)*   | AB-2   |
| 243    | Joren Segers (BEL)*       | 129e   |
| 244    | Timothy Vangheel (BEL)    | 150e   |
| 245    | Michael Vingerling (NED)* | 134e   |
| 246    | Tom Goovaerts (BEL)*      | 101e   |
| 247    | Jimmy Janssens (BEL)*     | 105e   |
| 248    | Wouter Wippert (BEL)*     | 85e    |